# 阿列克謝·洛謝夫
阿列克謝·費奧多羅維奇·洛謝夫（俄语：Алексе́й Фёдорович Ло́сев；1893年9月23日—1988年5月24日），即阿·費·洛謝夫（А. Ф. Лосев），俄羅斯哲學家、語言學家、文化學家、宗教思想家。是20世紀俄羅斯哲學和宗教思想中最傑出的人物之一。著作涉及哲學、美學、邏輯學、神話學、語言學、文藝學等多領域，並在3年內出版了8部書籍。被譽為「活的百科全書」、「神話般的人」、「為真理服務的人」、「人的象徵」、「俄國鼎盛時期最後一位傑出的哲學家」、「俄國當代最大的人道主義者與哲學家」、「俄羅斯精神傳統的捍衛者」、「俄羅斯文化的傳承者」、「20世紀最重要的俄羅斯思想家與語文學家」。

## 早年生活
洛謝夫於1893年9月23日出生於俄罗斯南方頓河州新切爾卡斯克，並在這邊度過童年。洛謝夫的名子是來自外祖父阿列克謝·波利亞科夫（Aleksei Polyakov），他的外祖父是一名俄羅斯正教會修士，洛謝夫的曾祖父也叫阿列克謝，他是頓河州軍隊的中尉，曾在拿破崙戰爭獲得英雄主義獎，並因此得到世襲貴族的身分與喬治十字勳章，洛謝夫的父親費奧多爾·彼得羅維奇·洛謝夫（Fyodor Petrovich Losev）是一位小提琴家與中學教師，是一位波希米亞主義者，因此洛謝夫出生後直到16歲才見過父親一面，這段期間都是由母親安塔莉婭·阿列克謝耶夫娜·波利亞科娃（Natal'ya Alekseevna Polyakova）扶養，他的母親是教堂大司祭的女兒，並嚴守教規跟道德規範，這時對洛謝夫的宗教世界觀有顯著的影響，為了供應兒子讀書，安塔莉婭甚至變賣了房子，使洛謝夫能進入大學讀書。
洛謝夫於十歲開始在古典中學接受古典教育。在古典中學會教授古希臘語、拉丁語與古希臘羅馬文學，這些教育使洛謝夫產生對古代語言與希臘文化的興趣，在古典中學時期洛謝夫閱讀了卡米伊·弗拉馬利翁的天文學著作後為之著迷，星空的無盡形象使得洛謝夫在後來的哲學研究上致力於「無盡」的概念。而這些概念又促使洛謝夫研究的「無限的辯證法」。在讀古典中學的同時洛謝夫也在私立的音樂學校學習小提琴，並想成為小提琴家，洛謝夫對戲劇也為之著迷，特別是莎士比亞、席勒、果戈里、契訶夫等人的作品，一周要去劇院8次，還得到可以自由進出劇院的許可。古典中學的校長費奧多爾·卡爾波維奇·費羅洛夫（Фёдор·Ка́рпович·Фроло́в）送給洛謝夫弗拉基米爾·索洛維約夫的八卷文集，其中《整體知識的哲學原理》、《西方哲學批判（反對實證主義）》、《抽象原則批判》等文章與索洛維約夫對整體的知識的觀念對洛謝夫未來的哲學發展有顯著的影響，在即將畢業時洛謝夫立志成為哲學家兼語言學家。1911年洛謝夫中學畢業後考入莫斯科皇家大學，並在1915年前往德國柏林做研究，洛謝夫在那邊的皇家圖書館工作，在德國時間接觸了理察·華格納的歌劇。
1915年洛謝夫獲得莫斯科大學歷史與語言學院的哲學與古典語言學雙學士，他的畢業論文〈埃斯庫羅斯的世界觀〉獲得維亞切斯拉夫·伊万諾維奇·伊万諾夫的讚賞。在大學時期洛謝夫加入了「紀念弗·索洛維約夫的宗教—哲學協會」並結識了伊万諾夫、步爾加科夫、巴維爾·弗洛連斯基等白銀時期的學者。

## 洛謝夫的理論

### 哲學

#### 美學與藝術哲學
洛謝夫對藝術哲學的思想是從小時候對小提琴和戲劇的熱愛開始，1920至1925年間他寫了幾篇關於本體論藝術哲學的論述，並於1927年出版了《作為邏輯對象的音樂》和《藝術形式辯證法》，洛謝夫認為純粹的音樂是無形態與無秩序的，並區分其中四種必然性：數學的必然性、建構在時空的經驗直覺上的物理的必然性、產生於一定時空的主觀存在與必然性形式的關聯、某種嚴格的概念和判斷。同時洛謝夫使用邏各斯（支配萬物的原理）來解釋與辯證純粹的音樂間音素的衰變過程。洛謝夫認為美學是建構於二律背反的辯證法基礎上，給出一些相互約束的範疇，如運動─靜止、一致─區別等，藉此確立表現形式，並在《藝術形式辯證法》中列舉對立的範疇進行分析，在這些藝術形式定義了整體性、自足性與一致性等藝術表徵。

## 洛謝夫的影響與研究
洛謝夫是俄羅斯最重要的學者，哲學家謝苗·弗蘭克評價洛謝夫為「無疑是俄羅斯最主要的哲學家」，並表示洛謝夫能在馬克思列寧主義的表面下，帶動嚴肅的哲學、追求純粹的思想。

## 著作
- 《柏拉圖的厄洛斯》，1916年
- 《兩種世界觀念》（《茶花女》觀後感），1916年
- 《關於愛情和大自然的音樂感》（紀念裡斯基克薩科夫《雪姑娘》公演35周年），1916年
- 《俄羅斯哲學》（德文出版），1919年

- 《名謂哲學》，1927年
- 《藝術形式辯證法》，1927年
- 《作為邏輯對象的音樂》，1927年
- 《古代的宇宙和現代的科學》，1927年
- 《普羅提諾關於數的辯證法》，1928年
- 《亞里斯多德對柏拉圖主義的批判》，1928年
- 《古希臘象征主義和神話概論》，1929年
- 《神話辯證法》，1930年

- 《奧林匹斯神話學》，1953年
- 《古希臘羅馬神話的歷史發展》，1957年
- 《古希臘羅馬音樂美學》，1960年
- 《荷馬》，1960年
- 《美學範疇史》，1965年
- 《語言模式普通理論導論》，1968年
- 《符號問題和音樂藝術》（或譯為《象徵問題與現實主義藝術》），1976年
- 《柏拉圖傳記》，1977年
- 《古希臘哲學史》，1977年
- 《文藝復興美學》，1978年
- 《公元I-II世紀希臘化──羅馬美學》，1979年
- 《錫諾普的第歐根尼──古希臘哲學史家》，1981年
- 《亞里斯多德：生命和意義》，1981年
- 《弗拉基米爾·索洛維約夫》，1983年
- 《史克里亞賓的哲學世界觀》，寫於1919-1921年，1990年過世後出版
- 《古希臘羅馬神話美學史》1963-1988年，共8卷十本
- 《哲學百科全書》
- 《世界各國神話》，1980-1982，兩卷

### 資料來源
- Volume 35 of the Russian studies in philosophy was the first volume entirely dedicated to Losev.
- Kline, George L. Reminiscences of A. F. Losev. In Russian studies in philosophy. Vol. 40, no. 3 (Winter 2001–2002), pp. 74–82.
- Postovalova, V.I. Christian motifs and themes in the life and works of Aleksei Fedorovich Losev: Fragments of a spiritual biography. In Russian studies in philosophy. Vol. 40, no. 3 (Winter 2001–2002), pp. 83–92.
- Gasan Gusejnov. The Linguistic aporias of Alexei Losev's mystical personalism. – Studies in East European Thought (2009) 61: 153–164.

## 外部連結
- The Losev House, a library of Russian philosophy in Moscow
- A.F. Losev Cultural and Educational Society （页面存档备份，存于） (in Russian)